# Élections sénatoriales de 2011 à La Réunion
Les élections sénatoriales à La Réunion ont lieu le dimanche 25 septembre 2011. Elles ont pour but d'élire les sénateurs représentant le département au Sénat pour un mandat de six années.

## Contexte départemental
Lors des élections sénatoriales de 2001 à La Réunion, trois sénateurs ont été élus selon un mode de scrutin proportionnel : un de l'UDF, un du PCR et une Divers droite.
Depuis, tous les effectifs du collège électoral des grands électeurs ont été renouvelés, avec les élections législatives françaises de 2007, les élections régionales françaises de 2010, les élections cantonales de 2008 et 2011 et les élections municipales françaises de 2008.

## Sénateurs sortants
| Sénateur | Sénateur             | Parti | Fonctions lors de l'élection en 2001 |
| -------- | -------------------- | ----- | ------------------------------------ |
|          | Gélita Hoarau        | PCR   | Conseillère générale                 |
|          | Anne-Marie Payet     | DVD   |                                      |
|          | Jean-Paul Virapoullé | UMP   | Maire de Saint-André                 |

## Présentation des listes et des candidats
Les nouveaux représentants sont élus pour une législature de 6 ans au suffrage universel indirect par les 1211 grands électeurs du département. À La Réunion, les sénateurs sont élus au scrutin proportionnel plurinominal. Compte tenu des évolutions démographiques, leur nombre change en 2011, passant de 3 à 4 sénateurs à élire et 6 candidats doivent être présentés sur la liste pour qu'elle soit validée. Chaque liste de candidats est obligatoirement paritaire et alterne entre les hommes et les femmes. 8 listes ont été déposées dans le département. Elles sont présentées ici dans l'ordre de leur dépôt à la préfecture et comportent l'intitulé figurant aux dossiers de candidature.

### Union pour un mouvement populaire
| N° | Candidats | Candidats            | Parti | Fonctions                                             |
| -- | --------- | -------------------- | ----- | ----------------------------------------------------- |
| 01 |           | Michel Fontaine      | UMP   | Maire de Saint-Pierre                                 |
| 02 |           | Jacqueline Farreyrol | UMP   | Députée, adjointe au maire du Tampon                  |
| 03 |           | Didier Robert        | UMP   | Président du conseil régional                         |
| 04 |           | Valéria Auber        | UMP   |                                                       |
| 05 |           | Daniel Gonthier      | UMP   | Conseiller général, maire de Bras-Panon               |
| 06 |           | Sandra Sinimalé      | UMP   | Conseillère générale, adjointe au maire de Saint-Paul |

### Front de gauche
| N° | Candidats | Candidats          | Parti | Fonctions |
| -- | --------- | ------------------ | ----- | --------- |
| 01 |           | Corine Ramoune     | PG    |           |
| 02 |           | Jean-Paul Panechou | PG    |           |
| 03 |           | Mimose Libel       | PG    |           |
| 04 |           | Denis Simonin      | PG    |           |
| 05 |           | Annick Thomas      | PG    |           |
| 06 |           | Didier Dupont      | PG    |           |

### Parti communiste réunionnais
| N° | Candidats | Candidats               | Parti | Fonctions                             |
| -- | --------- | ----------------------- | ----- | ------------------------------------- |
| 01 |           | Paul Vergès             | PCR   | Conseiller régional                   |
| 02 |           | Gélita Hoarau           | PCR   | Sénatrice sortante                    |
| 03 |           | Michel Dennemont        | MoDem | Conseiller général, maire des Avirons |
| 04 |           | Paulette Adois Lacpatia | PCR   | Adjointe au maire du Port             |
| 05 |           | Joé Bedier              | PCR   | Adjoint au maire de Saint-André       |
| 06 |           | Françoise Dennemont     | MoDem | Adjointe au maire de Sainte-Rose      |

### Parti socialiste
| N° | Candidats | Candidats         | Parti | Fonctions                           |
| -- | --------- | ----------------- | ----- | ----------------------------------- |
| 01 |           | Michel Vergoz     | PS    | Conseiller régional                 |
| 02 |           | Laurence Lougnon  | PS    | Adjointe au maire de Saint-Paul     |
| 03 |           | Mickaël Nativel   | PS    | Conseiller municipal de Saint-Denis |
| 04 |           | Hajasoa Picard    | PS    | Adjointe au maire de Saint-Denis    |
| 05 |           | Maximilien Assaby | PS    | Conseiller municipal de Saint-Denis |
| 06 |           | Céline Sitouze    | PS    |                                     |

### Union pour un mouvement populaire (dissidents)
| N° | Candidats | Candidats            | Parti | Fonctions                                             |
| -- | --------- | -------------------- | ----- | ----------------------------------------------------- |
| 01 |           | Jean-Paul Virapoullé | UMP   | Sénateur sortant, conseiller municipal de Saint-André |
| 02 |           | Anne-Marie Payet     | DVD   | Sénatrice sortante                                    |
| 03 |           | Gilbert Techer       | DVD   | Adjoint au maire du Tampon                            |
| 04 |           | Carmen Allie         | UMP   | Conseillère municipale de Saint-Denis                 |
| 05 |           | Jean-Yves Morel      | DVD   | Conseiller municipal de La Possession                 |
| 06 |           | Faouzia Vitry        | DVD   |                                                       |

### Europe Écologie Les Verts
| N° | Candidats | Candidats        | Parti | Fonctions |
| -- | --------- | ---------------- | ----- | --------- |
| 01 |           | Yvette Duchemann | EELV  |           |
| 02 |           | Jean Erpeldinger | EELV  |           |
| 03 |           | Nila Minatchy    | EELV  |           |
| 04 |           | Charles Moyac    | EELV  |           |
| 05 |           | Danon Odayen     | EELV  |           |
| 06 |           | Jean-Alain Cadet | EELV  |           |

### Sans étiquette
| N° | Candidats | Candidats        | Parti | Fonctions |
| -- | --------- | ---------------- | ----- | --------- |
| 01 |           | Éric Beeharry    | DIV   |           |
| 02 |           | Joanne Rivière   | DIV   |           |
| 03 |           | David Lebihan    | DIV   |           |
| 04 |           | Nina Deurveilher | DIV   |           |
| 05 |           | Julien Piney     | DIV   |           |
| 06 |           | Mickaëlle Moreau | DIV   |           |

### Divers gauche
| N° | Candidats | Candidats             | Parti | Fonctions |
| -- | --------- | --------------------- | ----- | --------- |
| 01 |           | Bernard Law-Waï       | DVG   |           |
| 02 |           | Marie-Claude Junot    | DVG   |           |
| 03 |           | Jean-Georges Gamin    | DVG   |           |
| 04 |           | Judith Mamindy Pajany | DVG   |           |
| 05 |           | Augustin Niflore      | DVG   |           |
| 06 |           | Marie-Claire Cernot   | DVG   |           |

## Résultats
| Tête de liste  | Tête de liste        | Liste          | Voix  | %      | Élus |
| -------------- | -------------------- | -------------- | ----- | ------ | ---- |
|                | Michel Fontaine      | UMP            | 438   | 36,53  | 2    |
|                | Paul Vergès          | PCR-MoDem      | 296   | 24,69  | 1    |
|                | Michel Vergoz        | PS             | 283   | 23,60  | 1    |
|                | Jean-Paul Virapoullé | UMP            | 162   | 13,51  |      |
|                | Yvette Duchemann     | EELV           | 16    | 1,33   |      |
|                | Corine Ramoune       | PG             | 3     | 0,25   |      |
|                | Bernard Law-Waï      | DVG            | 1     | 0,08   |      |
|                | Éric Beeharry        | DIV            | 0     | 0,00   |      |
|                |                      |                |       |        |      |
| Inscrits       | Inscrits             | Inscrits       | 1 211 | 100,00 |      |
| Abstentions    | Abstentions          | Abstentions    | 3     | 0,25   |      |
| Votants        | Votants              | Votants        | 1 208 | 99,75  |      |
| Blancs et nuls | Blancs et nuls       | Blancs et nuls | 9     | 0,75   |      |
| Exprimés       | Exprimés             | Exprimés       | 1 199 | 99,25  |      |

### Sénateurs élus
| Sénateur | Sénateur             | Parti |
| -------- | -------------------- | ----- |
|          | Paul Vergès          | PCR   |
|          | Michel Vergoz        | PS    |
|          | Michel Fontaine      | UMP   |
|          | Jacqueline Farreyrol | UMP   |